# Mila Éditions
Mila Éditions est une maison d'édition française fondée en 1985, et installée à Paris. Elle est spécialisée en littérature jeunesse.

## Historique
La maison Mila Éditions a été fondée 1er octobre 1985 par Mila Boutan, sur ses fonds propres, et ses enfants, Sylvie Genevoix et Alexandra Le Guay. Mila Boutan en a assuré la direction jusqu'en 1996, date à laquelle Albin Michel a racheté la société. Dirigée par Benoît Rouillard jusqu'en 2021, Mila Boutan en assurait la direction artistique pendant quelque temps.
En juillet 2022, le groupe rue des écoles auquel appartient Mila Éditions est racheté par la société Miscellane dirigée par Didier Ballot .

## Production
La maison compte environ 160 ouvrages à son catalogue. Elle publie des albums, des documentaires, des livres d'éveil, etc. L'essentiel de sa production est constituée de livres et de cahiers d'activité et de loisirs créatifs (coloriage, objets à construire, découpage, gommettes, recettes de cuisine, etc.).
À ses débuts, on note quelques personnages récurrents : Clara Clara, Elsa et Mouk (créé par Marc Boutavant).
La production est répartie en collections (liste non exhaustive) :
- Les Petites Tribus : pour découvrir les cultures et les coutumes à travers le récit d’un enfant de Chine, d’Afrique, d’Australie ou d’Inde. Dès 8 ans.
- Transforme : idées d'objets de décoration et de jeux à créer à partir de rouleaux cartonnés, de briques alimentaires, de boites d’œufs, de bouteilles en plastique, etc. Dès 3 ans.
- L'Art à colorier : des cahiers de création pour partir à la découverte des plus grandes œuvres d’art. Dès 4 ans.
- Jeux de mains : des guides pratiques pour créer facilement avec ses doigts, soit couverts de peinture, soit cernés avec son crayon, des animaux, des personnages. Dès 3 ans.
- Mon petit atelier d'artiste : des livres d'aide à la création proposant des techniques simples et accessibles (Peinture acrylique, Crayons, feutres et stylos, Tampon et impression, Fil et textile, etc.), pour créerdes œuvres originales à sa manière ou en imitant les grands artistes. Dès 4 ans.
- C'est délicieux ! : des recettes adaptés à la main et au goût des enfants. Dès 6 ans.